# Kazimierz Ratoń
Kazimierz Ratoń (ur. 4 marca 1942 w Sosnowcu, zm. na początku stycznia 1983 w Warszawie) – polski poeta.
Uczył się w liceum ogólnokształcącym w Żywcu, potem w Technikum Materiałów Wiążących w Opolu i w Technikum Włókienniczym w Bielsku-Białej. W latach 60. był związany z grupą Współczesność. Wiersze, prozy poetyckie, tłumaczenia i recenzje publikował m.in. w Kulturze, Poezji, Kierunkach, Za i Przeciw, W Drodze, Literaturze i w Więzi. W 1965 roku był laureatem Łódzkiej Wiosny Poetów. W 1975 roku polski PEN Club przyznał mu nagrodę im. Roberta Gravesa.
Przez większą część życia Ratoń ciężko chorował na gruźlicę, najpewniej z tej przyczyny regularnie nadużywał alkoholu.
Ratoń zmarł w osamotnieniu, skłócony z rodziną i odrzucony przez środowisko literackie. Jego ciało odnaleziono w śniegu na ulicy w Warszawie 14 stycznia 1983 roku. Lekarz stwierdzający zgon ocenił, że śmierć poety nastąpiła ok. tydzień wcześniej.

## Upamiętnienie
Od 2005 r. Galeria Literacka w Olkuszu organizuje Ogólnopolski Konkurs Poetycki sygnowany jego imieniem.
W 2011 r. ukazała się książka poświęcona jego twórczości pt. W centrum literatury, na marginesie życia. O twórczości Kazimierza Ratonia.

## Twórczość
- Pieśni północne, wyd. Instytut Wydawniczy „Pax”, Warszawa 1972
- Gdziekolwiek pójdę…, wyd. Iskry, Warszawa 1974
- Pieśni ocalone, wyd. Staromiejski Dom Kultury, Warszawa 1992
- Poezje, wyd. Oficyna 21, Warszawa 2002
- Dziennik. Proza. Teksty krytyczne, oprac. i posłowie Magdalena Boczkowska, wstęp Jan Zdzisław Brudnicki, wyd. Instytut Mikołowski, 2012